# Odontophrynus lavillai
Odontophrynus lavillai é uma espécie de anfíbio  da família Odontophrynidae.
É endémica da Argentina.
Os seus habitats naturais são: savanas áridas, matagal húmido tropical ou subtropical, matagal tropical ou subtropical de alta altitude, campos de gramíneas de baixa altitude subtropicais ou tropicais sazonalmente húmidos ou inundados, campos de altitude subtropicais ou tropicais, marismas intermitentes de água doce, pastagens, jardins rurais, áreas urbanas, florestas secundárias altamente degradadas, lagoas para aquacultura e canals e valas.
Está ameaçada por perda de habitat.